# Селицкий, Борис Сергеевич
Борис Сергеевич Селицкий (род. 22 сентября 1938, Ленинград, РСФСР, СССР) — советский тяжелоатлет, чемпион СССР (1967), чемпион Европы (1968), чемпион мира (1968), чемпион Олимпийских игр (1968). Заслуженный мастер спорта СССР (1968). Награждён орденом «Знак Почёта» (1969).

## Биография
Родился 22 сентября 1938 года в Ленинграде. Во время Великой Отечественной войны вместе с матерью и сестрой пережил ленинградскую блокаду, в 1942 году при бомбардировке города потерял отца. Начал заниматься тяжёлой атлетикой в возрасте 17 лет под руководством Александра Елизарова. Выступал за спортивные общества «Спартак» и «Локомотив».
Во второй половине 1960-х годов входил в число ведущих советских атлетов среднего веса. В 1967 году победил на чемпионате СССР, проводившемся в рамках IV летней Спартакиады народов СССР. В 1968 году выиграл золотую медаль на чемпионате Европы в Ленинграде и получил право принять участие в Олимпийских играх в Мехико, где в упорной борьбе с товарищем по команде Владимиром Беляевым завоевал звание олимпийского чемпиона. В декабре того же года во время соревнований командном чемпионате СССР в Алма-Ате установил новый мировой рекорд в сумме троеборья (487,5 кг). В январе 1969 во время матча СССР-Иран в Тегеране установил рекорд Мира в толчке - 190,5 кг. В 1969 году был призёром чемпионата мира и Европы в Варшаве.
В 1976 году окончил Государственный институт физической культуры имени П. Ф. Лесгафта. В том же году завершил свою спортивную карьеру. В дальнейшем работал тренером в ДСО «Локомотив» и СКА, занимался судейской деятельностью. Включён в Зал славы НГУ имени П. Ф. Лесгафта.

## Статистика выступлений

### Международные соревнования
| Год  | Соревнование  | Город     | Достижение  | Результат |
| ---- | ------------- | --------- | ----------- | --------- |
| 1968 | ЧЕ            | Ленинград | 1 место     | 472,5 кг  |
| 1968 | ОИ и ЧМ       | Мехико    | 1 место     | 485 кг    |
| 1969 | Кубок Балтики | Цинновиц  | 2 место     | 477,5 кг  |
| 1969 | ЧМ и ЧЕ       | Варшава   | 3 место (2) | 482,5 кг  |

1. ↑  В 1969 г. чемпионат Европы проходил в рамках чемпионата мира

- ЧЕ — Чемпионат Европы
- ЧМ — Чемпионат мира
- ОИ — Олимпийские игры

### Чемпионаты СССР
| Год  | Город       | Достижение | Вес. категория | Результат |
| ---- | ----------- | ---------- | -------------- | --------- |
| 1966 | Новосибирск | 5 место    | до 75 кг       | 415 кг    |
| 1967 | Москва      | 1 место    | до 82,5 кг     | 462,5 кг  |
| 1968 | Луганск     | 2 место    | до 82,5 кг     | 470 кг    |
| 1970 | Вильнюс     | 3 место    | до 82,5 кг     | 482,5 кг  |
| 1971 | Москва      | 2 место    | до 82,5 кг     | 495 кг    |
| 1972 | Таллин      | 5 место    | до 82,5 кг     | 487,5 кг  |
| 1973 | Донецк      | 6 место    | до 90 кг       | 347,5 кг  |